# Crni Vrh
Crni Vrh es un pueblo ubicado en la municipalidad de Medveđa, en el distrito de Jablanica, Serbia.

## Superficie
Posee una superficie de 6,278 kilómetros cuadrados.

## Demografía
Hasta 2011 la población era de 86 habitantes, con una densidad de población de 13,70 habitantes por kilómetro cuadrado.